# König-Willem-Alexander-Tunnel

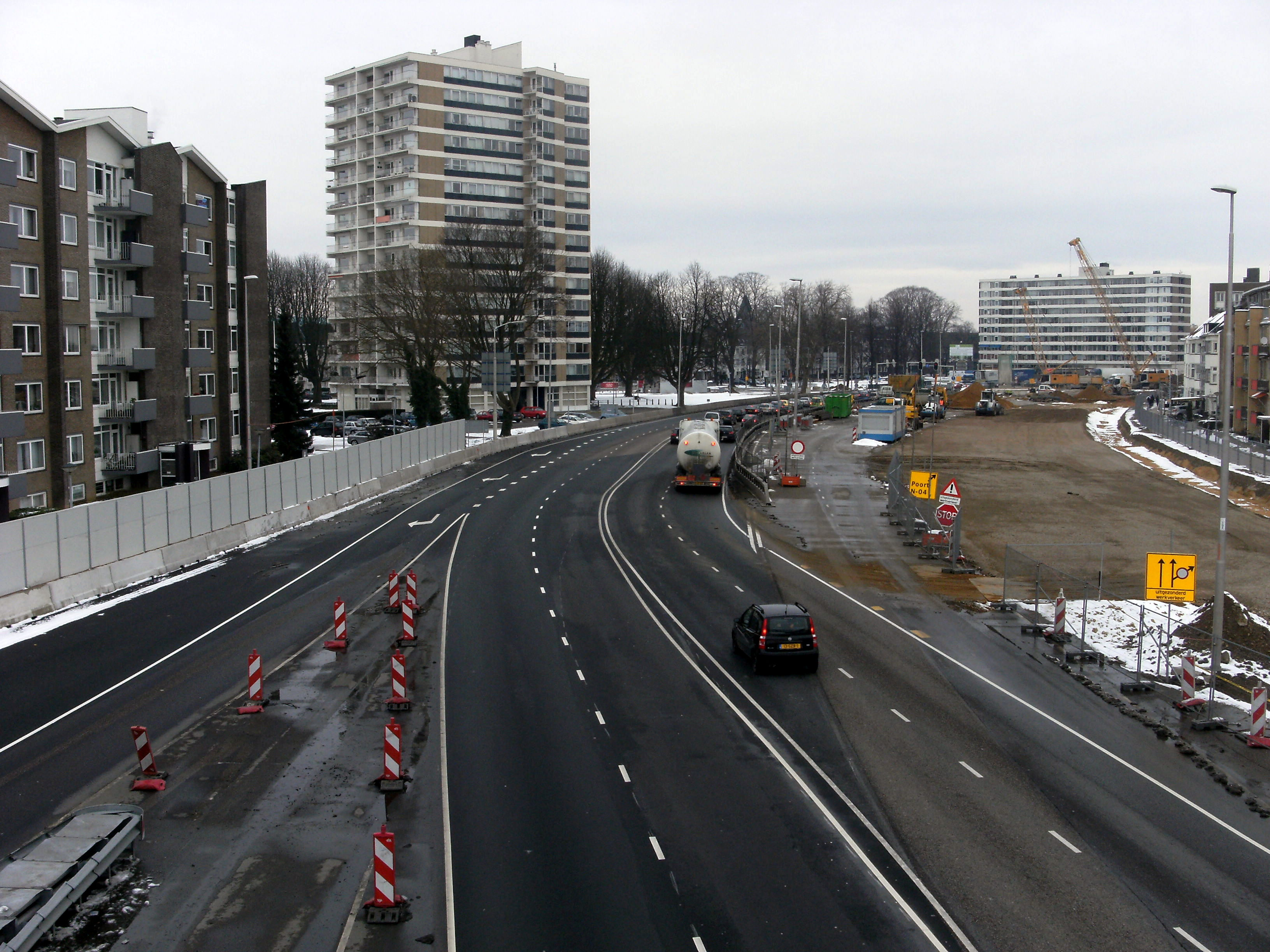
Baustelle des Tunnels (2013)

Der König-Willem-Alexander-Tunnel ist ein doppelstöckiger, vierspuriger Straßentunnel zur Querung der Innenstadt Maastrichts. Der Tunnel ist 2,3 km lang und Teil der Autobahn A2 sowie des Autowegs N2. Es ist der erste doppelstöckige Tunnel in den Niederlanden und wurde nach einer Bauzeit von vier Jahren Ende 2016 in Betrieb genommen.

## Vorgeschichte, Planung, Bau

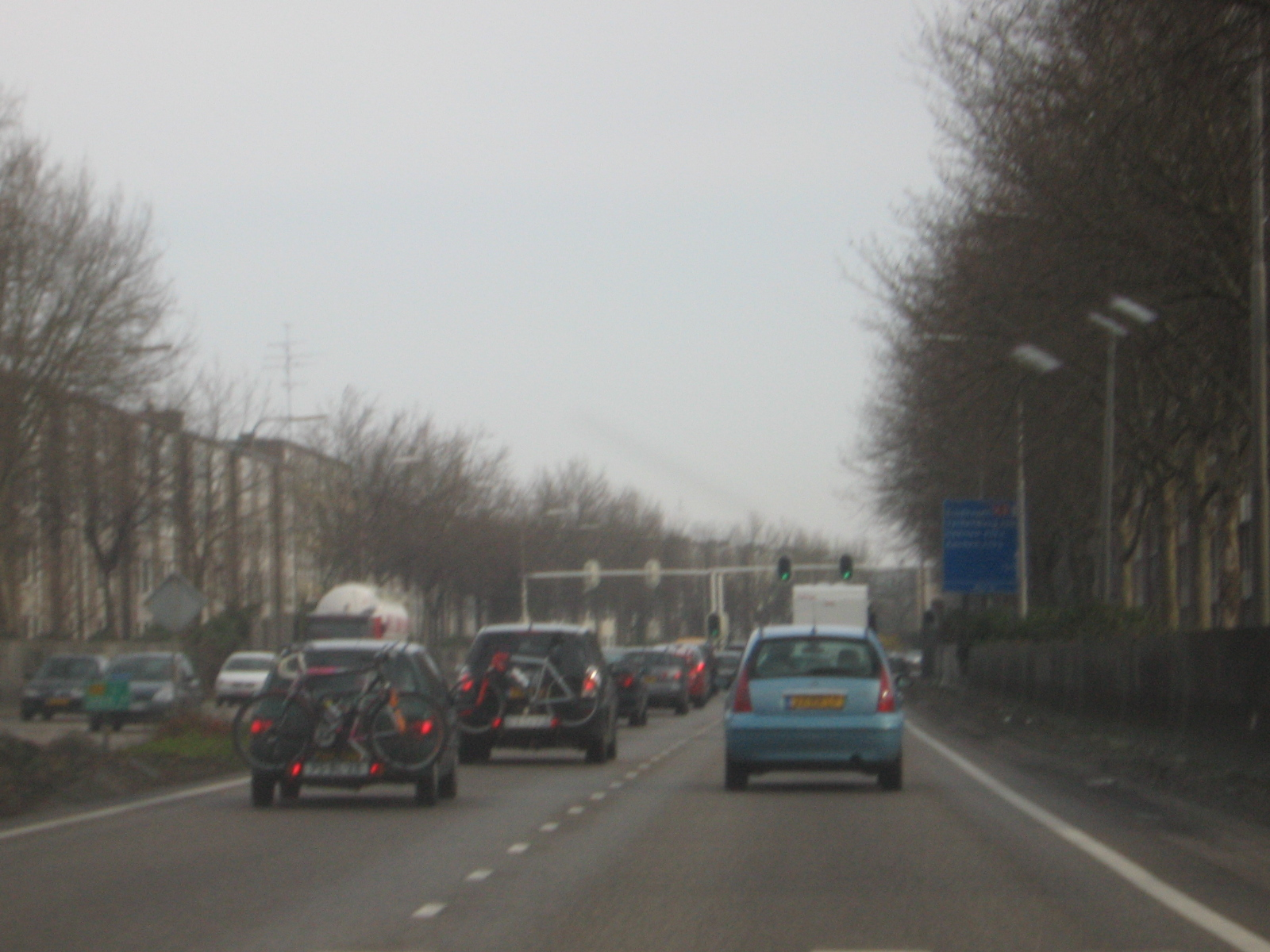
Ehemaliger Straßenverlauf der N2 in Maastricht (2006)

Die Autobahn A2 beginnt an der belgischen Grenze und verläuft über Maastricht, Eindhoven, ’s-Hertogenbosch und Utrecht nach Amsterdam. Sie zählt zu den ältesten und hoch frequentierten Autobahnen in den Niederlanden. Seit 1959 führte die Strecke direkt durch die Stadt Maastricht. Bei der Durchquerung wurde bisher der Autosnelweg A2 zu einem mit Ampeln bestückten Autoweg N2 heruntergestuft. Da es keine Umfahrung gibt, war die Stadt Maastricht für den Fernverkehr regelmäßig eine Engstelle, die zu Staus und Belästigungen für die Anwohner führte. Bereits in den frühen 1980er Jahren suchte man nach geeigneten Lösungen. Wegen der Komplexität und der zu erwartenden hohen Kosten zog sich der Entscheidungsprozess hin.
2004 begannen die Planungen für die heutige Lösung und 2011 wurde der Auftrag zum Bau des Tunnels an ein Konsortium bestehend aus vier Unternehmen unter dem Namen „Avenue2“ vergeben. Der Tunnel wurde in offener Bauweise erstellt und Ende 2016 in Betrieb genommen. Zuvor war prognostiziert worden, dass mit Hilfe des Tunnels die Durchfahrt durch Maastricht von 30 Minuten auf 3 Minuten verkürzt würde.

## Beschreibung des Bauwerks
Der Tunnel ist doppelstöckig, er hat auf jeder Ebene pro Fahrtrichtung je eine Röhre, insgesamt ergeben sich dadurch vier Röhren. Jede Röhre verfügt über zwei Fahrspuren. Die obere Ebene dient als Autoweg N2 dem lokalen Verkehr und die untere Ebene als Autobahn A2 dem Durchgangsverkehr. Im gesamten Tunnel gilt ein Überholverbot für LKW. Die Höchstgeschwindigkeit beträgt in der oberen Röhre 80 km/h und in der unteren 100 km/h. An den beiden Enden des Tunnels befinden sich aufwendige Verkehrsknoten, im Norden der Knotenpunkt Geusselt  und im Süden der Europaplein (Europa Platz) .
Die Fläche über dem Tunnel ist mit viel Aufwand gestaltet, sie trägt den Namen „Groene Loper“ (Grüner Läufer). Anstelle der früheren verkehrsreichen, mehrspurigen Durchgangsstraße besteht viel Grün, eine zweispurige Allee für den Anrainerverkehr sowie Rad- und Fußwege. Für die Allee wurden über zweitausend Linden gepflanzt.

## Finanzierung
Von den Baukosten in Höhe von rund 1,2 Mrd. Euro hat die öffentliche Hand 850 Mio. Euro getragen. Den Rest trägt das Konsortium „Avenue2“, das im Gegenzug das Recht hat, angrenzende Immobilienflächen zu entwickeln und bis 2016 zu verwerten.